# Église Saint-Clément de Sirach
Pour les articles homonymes, voir Saint-Clément.
L'église Saint-Clément de Sirach est une église romane située dans le hameau de Sirach, à Ria-Sirach dans le département français des Pyrénées-Orientales. Elle est inscrite comme monument historique.